# Vlahovići (Czarnogóra)
Vlahovići (cyr. Влаховићи) – wieś w Czarnogórze, w gminie Kolašin. W 2011 roku liczyła 83 mieszkańców.